# Cape et Épée (comics)
Pour les articles homonymes, voir Cloak & Dagger (homonymie) et La Cape et l'Épée (homonymie).
Tyrone « Ty » Johnson (la Cape) et Tandy Bowen (l’Épée), alias la Cape et l'Épée (« Cloak and Dagger » en version originale) sont deux super-héros évoluant dans l'univers Marvel de la maison d'édition Marvel Comics. Créé par le scénariste Bill Mantlo et le dessinateur Ed Hannigan, le duo de personnages de fiction apparaît pour la première fois dans le comic book Spectacular Spider-Man no 64 en mars 1982
Le succès de ce duo a engendré la création de trois séries homonymes contant leurs aventures.

## Historique de la publication
La Cape et l'Épée apparaissent pour la première fois dans l'histoire Cloak and Dagger parue dans le comic book Spectacular Spider-Man #64 de mars 1982. Leurs créateurs sont le scénariste Bill Mantlo et le dessinateur Ed Hannigan.
Trois séries de comic books ont été consacrées aux deux personnages. La première fut une mini-série en 4 numéros par Bill Mantlo et Rick Leonardi (en) parue en 1983. Une seconde série a été publiée en 1985 qui dura 11 numéros, toujours scénarisée par Bill Mantlo. Finalement, de 1988 à 1991, une troisième série fut publiée et dura 19 numéros.
La Cape et l'Épée ont également partagé l'affiche de la série Strange Tales vol. 2 avec Docteur Strange (19 numéros en 1987-1988).
On peut également les voir dans un numéro des Fugitifs dans lequel ils sont manipulés pour qu'ils appréhendent les héros de cette série.
Dans le crossover Civil War, la Cape soutient Captain America et les autres super-héros qui refusent de se conformer à la loi de recensement. Il joue un rôle crucial dans un des plus grands affrontements entre les hommes de Captain America et ceux d'Iron Man.
En 2010, le duo a son propre one-shot éponyme, Cloak & Dagger, avec Stuart Moore (en) au scénario et Mark Brooks (en) aux dessins. L'année suivante, ils apparaissent dans les trois numéros de Spider-Island: Cloak & Dagger.

## Biographie des personnages
La Mafia new-yorkaise fit des expériences sur deux jeunes fugueurs, Tyrone Johnson et Tandy Bowen, leur conférant ainsi des pouvoirs surhumains.

## Pouvoirs et capacités
La Cape est capable de faire usage d'une magie liée à une autre dimension se matérialisant sous la forme de fumée noire.
L’Épée est capable de faire usage d'une magie liée à la lumière, lui permettant d'invoquer une ou plusieurs dagues constituées de ce même élément.

## Personnages réguliers des séries

### Brigid O'Rielly
Brigid O'Rielly, alias Mayhem, est un personnage de fiction, une super-héroïne appartenant à l'univers de Marvel Comics. Elle apparaît pour la première fois dans le comic book Cloak and Dagger #1 en 1983.
Brigid O'Rielly est inspectrice de police à Manhattan. Dans une tentative de capturer la Cape et l'Épée, un jeune fugueur est tué par une balle perdue. O'Rielly accuse les deux jeunes « vigilants » et ces deux derniers s'échappent. Une autre fois, l'inspectrice et le duo coopèrent pour arrêter un empoisonneur, mais la jeune femme est terrifiée quand elle voit la Cape avaler le criminel. Ils s'expliquent et O'Rielly accepte d'arrêter ses poursuites. Plus tard, alors qu'elle enquête dans un entrepôt bourré de drogues, elle est piégée par un policier véreux, Falcone, associé à la Maggia.
Elle seule survit au gaz employé pour la liquider, et la Cape et l’Épée la retrouvent presque morte. Ils tentent de la sauver avec leurs pouvoirs mais elle meurt dans le processus. Elle revient pourtant à la vie transformée en Mayhem. Elle aide le duo à vaincre les criminels et tue Falcone. Depuis, Mayhem est une vigilante qui pourchasse les dealers à NYC.
Mayhem secrète un gaz empoisonné par les pores de sa peau. Si les spores entrent dans le système sanguin d'une victime, cette dernière se retrouve paralysée, parfois à vie. Mayhem essaye toujours de griffer au sang ces ennemis. Le gaz peut aussi servir de sérum de vérité. Les dagues de lumière de l'Epée se dissipent au contact du gaz. Mayhem peut aussi se déplacer en lévitant à vitesse réduite.

### Père Francis Delgado
Père Francis Delgado est un personnage de fiction appartenant à l'univers de Marvel Comics.
Le Père Francis Delgado permet à la Cape et l'Epée de se réfugier dans son église catholique. Il a des doutes théologiques concernant les actions des deux jeunes.

## Apparitions dans d'autres médias
Sauf indication contraire, les informations mentionnées dans cette section peuvent être confirmées par la base de données cinématographiques IMDb,  présente dans la section « Liens externes ».

### Télévision
- depuis 2014 : Ultimate Spider-Man (série d'animation)

Interprétés par Aubrey Joseph (la Cape) et Olivia Holt (l’Épée) dans l'univers cinématographique Marvel
- dès 2018 : Marvel's Cloak & Dagger[4]

Dans la série, Tandy Bowen et Tyrone Johnson sont deux jeunes adultes de La Nouvelle-Orléans. Ils vont acquérir leurs pouvoirs enfants, après l'explosion d'une plate-forme pétrolière au large de la ville, supervisée par le père de Tandy pour la Roxxon. Ils ne vont cependant les découvrir et les maîtriser que huit ans plus tard, Tandy étant devenue délinquante en fuite perpétuelle et Tyrone ayant du mal à sortir de l'ombre de son frère aîné, mort abattu par un policier le soir de l'explosion.
- 2019 : Runaways
- 2024 : X-Men 97"

### Jeux vidéo
- 1994 :  Spider man et Venom : Maximum Carnage  - La Cape et l’Épée peuvent être invoqué par le joueur comme soutien.
- 2009 : Marvel: Ultimate Alliance 2 – La Cape et l’Épée sont des personnages non-joueurs. En version originale, la Cape est doublé par Ahmed Best et l’Épée par America Young.
- 2013 : Marvel Heroes – La Cape et l’Épée sont des personnages non-joueurs. En version originale, la Cape est doublé par Rick D. Wasserman et l’Épée par Tara Strong.
- 2024 : Marvel Rivals – La Cape et l'Épée sont des personnages jouables.